# Alexandra Bostrom
Alexandra Léontievna Bostrom (Александра Леонтьевна Бостро́м), née Tourguénieva, puis épouse Tostoï, le 13 novembre 1854 (25 novembre dans le calendrier grégorien) à Korovino dans le gouvernement de Samara et morte le 1906 à Samara, est une femme de lettres russe, mère de l'écrivain Alexis Tolstoï. 

## Biographie
Alexandra Leontievna Tourguénieva naît dans la famille de Léonti Borissovitch Tourgéniev (1824-1895) et de son épouse Ekaterina Alexandrovna née Baggehufwudt. Elle est la petite-nièce du décabriste Nikolaï Tourgueniev. Elle poursuit ses études au gymnasium féminin de Samara. Elle a à peine dix-neuf ans lorsqu'arrive à Samara le comte Nikolaï Alexandrovitch Tolstoï (1849-1900). Celui-ci est auréolé d'une réputation de héros, il est riche, beau et représente un parti brillant pour la jeune fille. Quand il lui demande sa main, elle consent aussitôt. La cérémonie de mariage a lieu en 1873. Désormais mère de trois enfants, huit ans plus tard, elle fait la connaissance au cours d'une soirée mondaine d'un fort bel homme, populiste (narodnik) libéral, responsable du zemstvo de Nikolaïevsk, Alexeï Apollonovitch Bostrom. Ce coup de foudre va bouleverser sa vie. En novembre 1881, elle part le rejoindre à Nikolaïevsk. Les prières et les menaces de son mari, la pression morale de ses propres parents, la peur pour son bien-aimé forcent Alexandra Léontievna à retourner bientôt à Samara auprès de son mari.
Le comte Tolstoï l'envoie à Saint-Pétersbourg et, pour la garder, fait publier en 1882 son premier roman Un cœur turbulent («Неугомонное сердце») dans lequel elle décrit le drame émotionnel qu'elle a elle-même vécu. Elle écrit à la fin du mois d'avril 1882 à Bostrom qu'elle est enceinte et que le père de l'enfant est le comte. Finalement en mai 1882, elle s'enfuit retrouver Bostrom abandonnant ses trois enfants Élisabeth, Alexandre et Mstislav.
Le 20 août 1882 dans un train qui vient de partir de la gare de Bezentchouk en direction de Syzran, un coup de feu retentit dans l'un des compartiments de 2e classe. C'est le comte Nikolaï Tolstoï qui a tiré sur son rival Bostrom, accompagné d'Alexandra, enceinte de six mois. Ce dernier est légèrement blessé à la jambe. Cet incident provoque un émoi terrible à Samara et l'on se presse le 23 janvier (ancien style) au tribunal de district pour assister au procès de l'affaire du comte Tolstoï et de son épouse Alexandra. Des articles paraissent en janvier 1883 dans La Semaine et dans Le Télégraphe de Moscou; ils sont plutôt en faveur d'Alexandra Léontievna et elle est surnommée la « Anna Karénine de province ». le coup de revolver infligé par le comte Tolstoï met les autorités dans une situation inconfortable. La lettre de la loi est obligée de mettre le comte au banc des accusés, mais la sympathie du public est de son côté. Lui, qui a défendu les fondations familiales et son honneur contre les péchés et les actes honteux de sa femme, est considéré comme ayant raison dans cette affaire très médiatisée, de sorte que la décision des tribunaux séculiers et spirituels est courue d'avance : Le comte Tolstoï est acquitté (il a assuré que le tir n'avait pas été intentionnel...} et le mariage est annulé par les autorités diocésaines qui décident en plus qu'Alexandra Léontievna doit être laissée dans « un célibat perpétuel ».
Le seul moyen de subsistance du couple illégitime est alors la ferme Sosnovka, bien familial de Bostrom, où Alexandra Léontievna et Alexis Bostrom partent se réfugier avec le petit Aliocha Tolstoï, âgé de dix mois. Ils s'y installent à la fin de 1883.
Désormais, Alexandra se consacre ardemment à la littérature toute sa vie et transmet sa passion à son dernier-né, Aliocha.
Elle écrit une dizaine de livres, dont des livres pour l'enfance et la jeunesse. Ces récits paraissent en feuilletons dans La Gazette de Samara, La Feuille de Samara, la revue La Richesse russe, etc. Elle fait la connaissance à Samara de Maxime Gorki et d'Evgueni Tchirikov. De mai 1897 à août 1898, elle demeure à Syzran avec son fils Alexis (élève de l'école moderne locale). Ensuite, elle demeure au 155 de la rue de Saratov (aujourd'hui Frounzé) à Samara.
Elle meurt d'une méningite le 25 juillet (ancien style) 1906 à Samara. Elle est enterrée au cimetière de Tous-les-Saints de Samara (détruit en 1926).

## Œuvre

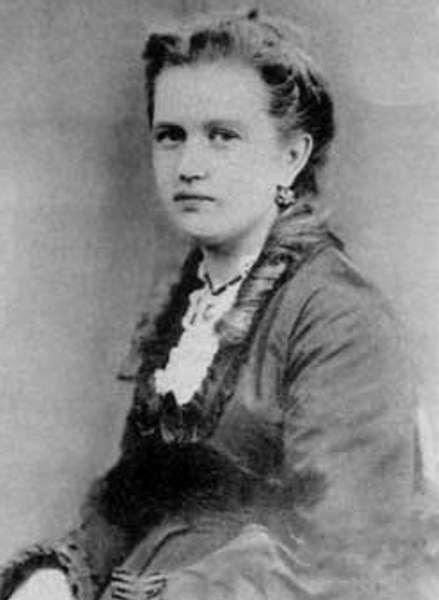
Alexandra Bostrom.

Elle écrit sa première nouvelle La Volonté à l'âge de seize ans, à propos des domestiques d'une maison de maîtres. Son premier roman de mœurs paru à Saint-Pétersbourg en 1882, Un cœur turbulent, qui est écrit dans une veine à succès, dans le genre des narodniki, déplaît fortement à la critique des Annales de la Patrie. Son recueil L'Arrière-Pays (1886) suscite un certain intérêt à propos de la vie sans joie de l'intelligentsia de Toula. L'attachement d'Alexandra Bostrom aux idées des narodniki s'y exprime clairement.
La Doctoresse rencontre un écho favorable, non seulement d'un point de vue ethnographique, mais aussi comme tableau de l'inégalité sociale dans la campagne russe et de la vie difficile de l'intelligentsia à la campagne. Ces thèmes de La Doctoresse sont repris dans Le Foin Filatovo («Филатово сено»), Lagoutka («Лагутка») (La Feuille de Saratov, 1889, n° 120), Les Électeurs («Выборщики») (idem, 1890, n° 20, 21), Récit de comment le choléra est apparu au village de Malinovka («Рассказ о том, как в деревне Малиновке холеру встречали») (La Gazette de Samara, 1893, n° 38), Maria Roufimovna («Мария Руфимовна») (idem, 1892, n° 251-253).
Ses récits pour enfants connaissent le succès et sont réédités à plusieurs reprises: L'Amie («Подружка», 1892), Les Deux petits mondes («Два мирка», 1904), Comment Youra a fait connaissance avec la vie des animaux («Как Юра знакомится с жизнью животных», 1907), etc. Elle a écrit aussi une dizaine de pièces, dont une a seulement été publiée.
Le critique littéraire de l'époque Alexandre Skabitchevski écrit: « On ne peut pas dire que Mme Bostrom ait un talent créatif particulièrement fort... C'est un écrivain-photographe au sens plein du terme, mais il faut lui rendre justice; elle écrit correctement dans les moindres détails, vous voyez dans ses œuvres un abîme d'observation, d'analyse et, surtout, d'intelligence ... ».
Son fils, le fameux écrivain Alexis Tolstoï, la décrit dans son ouvrage L'Enfance de Nikita. Mais sa mère n'a pas vécu suffisamment longtemps pour connaître la première parution de son fils.

## Publications
- Неугомонное сердце. — Saint-Pétersbourg, 1882
- Изо дня в день. — Saint-Pétersbourg, 1886
- Нянька. ― Saint-Pétersbourg, 1889;
- Сестра Верочка. ― Saint-Pétersbourg, 1904;
- Афонькино счастье. ― Saint-Pétersbourg, 1904;
- Сон на лугу. — Saint-Pétersbourg, 1904
- Первая поездка. ― Saint-Pétersbourg, 1907;
- Как Юра знакомится с жизнью животных. — Moscou, 1907, 1911, 1913, 1915, 1916
- Сторож Миша ― Saint-Pétersbourg, 1914;
- Два мирка. — Moscou, 1910, 1912, 1914, 1917
- Кот Василий Иванович. ― Moscou-Léningrad, ГИЗ, 1928;
- Кошка Маша. — Moscou-Léningrad., 1928
- Наседка. ― Moscou, ГИЗ, 1928;
- Как волчиха на свете жила ― Mosouc-Léningrad, ГИЗ, 1930;
- Рассказы и очерки. ― Kouïbychev, 1983.